# Agente S3S: operazione Uranio
Agente S3S: operazione Uranio (Der Fluch des schwarzen Rubin) è un film del 1965 diretto da Manfred R. Köhler.

## Trama
L'agente segreto S3S viene inviato, su richiesta del principe Tu Fu Shong, a Bangkok. Qui infatti è stato rubata da un museo, diretto dal Professor Barrington, una collana con un rubino nero appartenente al principe tailandese Gulab.